# Врани
Врани (чеш. Vraný) је насељено мјесто са административним статусом варошице (чеш. městys) у округу Кладно, у Средњочешком крају, Чешка Република.

## Становништво
Према подацима о броју становника из 2014. године насеље је имало 750 становника.